# Chaff
Chaff (amerikansk slang for hakkelse), oprindeligt betegnet Window af briterne og Düppel af det tyske Luftwaffe under 2. verdenskrig, er en form for radarvildledning. Fly og skibe spreder en sky af små, tynde stykker aluminium, metalliserede glasstykker eller plastik med det formål at jamme en fjendtlig radar eller som forsvar mod radarstyrede missiler.
Chaff blev anvendt første gang under 2. verdenskrig af englænderne til vildledning af tyske radarstationer. Man sendte nogle få fly ud i et område og lod dem lægge et window, hvilket på de tyske radarskærme kom til at se ud som store formationer af bombefly. Således lokkede man de tyske jagerfly til et område uden fly, mens man sendte bombeflyene ad en anden rute.
For at chaff'en skal have den bedste effekt, gælder det om, at den hurtigt bliver spredt. Chaff-udfælderne placeres derfor steder på flyet, hvor turbulensen er størst, eksempelvis nær vingespidsen. Fra skibe skydes chaff'en ud med granater eller raketter, hvorfra de spredes med en lille sprængladning.